# شهرستان میندزیخوت
شهرستان میندزیخوت (به لهستانی: Powiat Międzychód) یک شهرستان در لهستان است که در استان لهستان بزرگ‌تر واقع شده‌است. شهرستان میندزیخوت ۷۳۶٫۶۶ کیلومتر مربع مساحت و ۳۶٬۳۲۹ نفر جمعیت دارد.